# Bremia lactucae
Bremia lactucae es un parásito, agente causal de una enfermedad grave en la Horticultura, conocida con el nombre vulgar de mildiu de la lechuga. Los anfitriones principales son algunas hortalizas de la familia Asteraceae: lechuga (Lactuca sativa), achicoria (Cichorium intybus) y escarola (Cichorium endivia), entre otras.  También puede afectar a especies ornamentales de la misma familia, como la siempreviva dorada (Xerochrysum bracteatum).
En el caso de la lechuga, Bremia lactucae ataca tanto ejemplares cultivados a campo como en invernáculo, y constituye un patógeno de primer orden en todo el mundo.

## Ciclo de vida
Bremia lactucae es un oomycetes de la familia Peronosporaceae, que puede infectar a su huésped a través de zoosporangios producidos asexualmente, oosporas generadas sexualmente, o micelio vegetativo. Las oosporas sirven como formas de supervivencia y como inóculo inicial. La infección secundaria ocurre rápidamente a partir de los zoosporangios diseminados por medio del aire.
El ataque inicial se produce a partir de las esporas que hibernan en los residuos vegetales. La germinación y ataque de las plantas hospedantes se ven favorecidas por la presencia de días nublados, con temperaturas superiores a 14 °C y humectación de las hojas. El proceso de germinación suele producirse con 5-7 horas de humectación de las hojas y temperatura de 10-21 °C. La temperatura óptima para la infección de las plantas es de 15 °C, y para la esporulación de 18-22 °C. Los síntomas aparecen antes de 5-6 días. El micelio penetra en las plantas a través de los estomas de las hojas y se propaga por los espacios intercelulares. Condiciones de sequía y riegos bien controlados, sin excesos, reducen las probabilidades de infección.

## Condiciones predisponentes
Como se comentó anteriormente, las condiciones predisponentes para el ataque del mildiu son la existencia de una humedad relativa del 100%, temperaturas de 15-20 °C, baja intensidad lumínica y la presencia de agua libre sobre las hojas de las plantas. En California se observó que la incidencia de la enfermedad aumenta cuanto más tiempo se extiende la presencia de agua de rocío sobre la superficie de la hoja.

## Hospedantes
El huésped más importante desde el punto de vista económico es la lechuga. El mildiu produce en las hojas exteriores unas manchas de color amarillento, localizadas en las zonas internervales, que después se recubren de un micelio afieltrado de color grisáceo, y que finalmente se pueden desecar en etapas avanzadas hasta necrosar, o desarrollar podredumbre. En la sintomatología pueden llegar a unirse distintos parches afectados hasta involucrar el área foliar total. Las plantas de lechuga pueden afectarse en cualquier etapa de su desarrollo. Las plántulas jóvenes mueren con rapidez. El valor de mercado del producto disminuye rápidamente si se detectan ejemplares afectados.
Entre las especies afectadas por Bremia lactucae se cuentan también otros hospedantes de la familia Asteraceae: la achicoria (Cichorium intybus) y la escarola (Cichorium endivia). Bremia lactucae puede afectar a plantas cultivadas con fines ornamentales, entre ellas, la siempreviva dorada (Xerochrysum bracteatum).

## Medidas de manejo de la enfermedad

### Medidas culturales
El manejo de la enfermedad integra un conjunto de medidas culturales tendientes a impedir la instalación del patógeno en el huerto, que incluyen:
- el empleo de variedades resistentes o tolerantes;

- la sistematización de los cuadros de cultivo, de forma de evitar la acumulación de agua; en invernáculo resulta crítica la forma y frecuencia de aplicación del riego para evitar la prolongada humectación de las hojas;

- la siembra en densidades relativamente bajas, para facilitar la aireación del cultivo:

- la eliminación de los residuos vegetales enfermos que constituyen una fuente de inóculo.

### Control químico
Las medidas culturales se suele complementar con el uso de productos químicos, que se inician generalmente con la aparición de los primeros síntomas y ante la presencia de condiciones predisponentes (nubosidad y humedad relativa superior al 90%). Los fungicidas más usados para evitar la inducción de resistencia son compuestos cúpricos de amplio espectro. La prevención suele ser la mejor medida.
Se recomienda la rotación de los principios activos aplicados, porque se verificó una elevada facilidad del microorganismo a generar resistencia inducida ante la reiteración persistente de los mismos productos químicos. Además se debe considerar el tiempo de carencia (tiempo mínimo que debe transcurrir entre la aplicación y la cosecha).
Entre los productos utilizados se encuentran: propamocarb (clorhidrato; tiempo de carencia: 21 días); sulfato tetracúprico tricálcico + cimoxanil (tiempo de carencia: 15 días); hidróxido de cobre II ((tiempo de carencia: 7 días); sulfato de cobre pentahidratado (tiempo de carencia: 1 día); fosetil aluminio (sal de aluminio de monoetiléster del ácido fosfórico; tiempo de carencia: 3 días).